# NGC 3453
NGC 3453 este o emission-line galaxy⁠(d) situată în constelația Hidra. A fost descoperită în 21 martie 1835 de către John Herschel. Se află la o distanță de 58,09 de megaparseci de Pământ.